# Бешеная луна (фильм)
«Бешеная луна» (англ. The Raging Moon); в США «Давным-давно, завтра» — англ. Long Ago, Tomorrow) — британская романтическая драма 1971 года, снятая режиссёром Брайаном Форбсом, экранизация одноимённого романа Питера Маршалла. Главные роли в ней сыграли Малкольм Макдауэлл и Нанетт Ньюмен. Фильм, известный как «роман в инвалидных колясках», в своё время считался необычным, так как в центре его сюжета любовь двух инвалидов. Он получил две номинации на премию «Золотой глобус» — за лучший фильм на английском языке и за лучшую песню («Long Ago Tomorrow»).

## Сюжет
Главный герой фильма — Брюс Притчард, 24-летний жизнерадостный парень из рабочего класса. Его жизнь меняется, когда у него находят неизлечимое дегенеративное заболевание, из-за которого всю оставшуюся жинь Брюсу придётся пользоваться инвалидной коляской. Считая, что родственники не смогут о нём позаботиться, Брюс отправляется в пансионат для инвалидов. Испытываемая из-за своего состояния горечь и неприязнь к установленным в пансионате правилам делают его  замкнутым и озлобленным.
В пансионате Брюс влюбляется в Джилл Мэтьюз — 31-летнюю женщину из богатой семьи, ставшую инвалидом-колясочницей из-за полиомиелита. Прежде, чем Брюс успевает признаться в своих чувствах, Джилл покидает пансионат, чтобы вернуться домой и выйти замуж за своего давнего жениха Джеффри. Вскоре она осознаёт, что Джеффри к ней безразличен, разрывает помолвку и возвращается в пансионат. Постепенно Джилл удаётся преодолеть цинизм Брюса, внося счастье в его жизнь. Между героями зарождается любовь, они признаются друг другу в своих чувствах и обручаются. Однако вскоре Джилл умирает от вируса. Брюс снова испытывает депрессию, но благодаря мужеству, обретённому в результате общения с Джилл, находит в себе силы продолжать жить.

## В ролях
- Малкольм Макдауэлл — Брюс Притчард
- Нанетт Ньюмен — Джилл Мэтьюз
- Джорджия Браун[англ.] — Сара Чарльз
- Барри Джексон — Билл Чарльз
- Джеральд Сим[англ.] — преподобный Карбетт
- Майкл Фландерс[англ.] — Кларенс Марлоу
- Марджери Мейсон — Матрона
- Джеффри Уайтхед[англ.] — Гарольд Притчард
- Крис Читтелл[англ.] — Терри
- Джек Вулгар[англ.] — отец Брюса
- Пэтси Смарт[англ.] — мать Брюса
- Норман Бёрд[англ.] — доктор Мэтьюз
- Констанс Чепмен — миссис Мэтьюз
- Майкл Лис — Джеффри
- Бернард Ли — дядя Боб
- Джеффри Бэйлдон[англ.] — мистер Лэтбери
- Тереза Уотсон — Глэдис
- Петра Маркхэм[англ.] — Мэри
- Пол Дэрроу[англ.] — Доктор

## Предыстория
Сюжет фильма основан на опубликованном в 1964 году романе Питера Маршалла, который в 18 лет заболел полиомиелитом и провёл оставшуюся жизнь в инвалидной коляске. Обозреватель журнала Kirkus Reviews охарактеризовал книгу как «короткий роман, написанный с остротой ума и чувств, и совершенно искренний — слово, которое легко произнести и редко удаётся оправдать», тогда как газета «The New York Times» назвала его «прекрасным и трогательным». В 1965 году права на экранизацию романа, а также другого произведения Маршалла, «Две жизни», приобрёл режиссёр Роберт Батлер.
Роман был адаптирован на телеканале BBC в 1967 году в рамках сериала-антологии «Мальчик встречает девочку». Главные роли исполнили Рэй Брукс и Анна Колдер-Маршалл. Деннис Поттер, рецензируя этот сериал в журнале «New Statesman», отметил, что экранизация была «искренней и естественной».

## Производство

### Подготовка к съёмкам
Права на экранизацию были приобретены продюсером Брюсом Кёртисом, племянником Гарри Кона, который незадолго до этого завершил работу над фильмом «Отли» (1969). Первоначально Кёртис стремился получить финансирование от Columbia Pictures, однако получил отказ. Сценарий к фильму был написан Шелой Делани.
Кёртис передал проект Брайану Форбсу, недавно назначенному главе компании EMI Films, который согласился работать над  фильмом. Форбс оказался в необычном положении, снимая свой фильм на студии, которой управлял. Он объяснял, что принял такое решение с целью поддержки активности студии в «традиционно скучное время в январе-феврале», и что сам занялся съёмками фильма только потому, что не нашлось  никого, готового работать за меньшую плату, чем он сам (Форбс отказался от гонорара за постановку). Позже Форбс в своих мемуарах отметил: «Главной причиной моего решения было стремление сохранить студию и избежать массовых сокращений среди постоянных сотрудников».
Журнал «FilmInk» охарактеризовал решение Форбса снять «Бешеную луну» как «настоящее безумие с его стороны», так как управление студией было основной работой Форбса, а уйти ради написания сценария и съёмок художественного фильма (работы, также требующей отдавать ей всё своё время) было для него глупостью.

### Подбор актёров
Форбс пригласил на главные роли Малкольма Макдауэлла и свою жену — Нанетт Ньюмен. В своих мемуарах он вспоминал: «Я страстно верил в эту тему и чувствовал, что, выбрав Малкольма Макдауэлла, я обрёл потенциальную звезду» (на тот момент Макдауэлл уже снялся в фильме «Если…» и был утверждён на главную роль в фильме «Заводной апельсин»). Форбс объяснил выбор Ньюмен тем, что она «подходила для этой роли». Он также отметил, что частично стремился компенсировать ей отмену съёмок фильма «Прекрасное и уединённое место», в котором она должна была принимать участие. Однако на деле этот фильм был снят после «Бешеной луны». Выбор актёров вынудил Форбса изменить возраст персонажей в сценарии.
Малкольм Макдауэлл и Нанетт Ньюмен готовились к своим ролям в больнице Сток-Мандевилля. Позже Ньюмен назвала свою роль в «Бешеной луне» лучшей за всю карьеру.

### Съёмки
Съёмки фильма начались в феврале 1970 года на студии «Elstree Studios». Режиссёр Форбс вспоминал: «Моей задачей было избежать как любого покровительства над инвалидами, так сентиментализма в любовной истории, и привнести юмор, который, как я понял исходя из своих исследований, был бы характерен для настоящих паралитиков».
В качестве оператора Форбс выбрал Тони Айми, основываясь на его работе над фильмом «Кэти возвращается домой». «Мне нужна была не глянцевая картинка, а абсолютный реализм», — писал Форбс.
В марте стало известно, что сценарист Шела Делани покинула проект из-за творческих разногласий с Форбсом, утверждая, что последний «внёс значительные изменения в сценарий. Не имея возможности их пересмотреть, я приняла решение покинуть проект». Форбс заявил, что и он, и продюсер фильма очень сожалеют об этом. Имя Делани было удалено из титров. Форбс отметил: «У нас никогда не было намерения просить её остаться в проекте. Она посчитала эту версию слишком далёкой от её замысла. Никаких резких слов не было. Мне не встречался ни один фильм, который не был бы изменён в процессе производства. Я очень сожалею об этом». 
Нанетт Ньюмен позже вспоминала:

Всем снизили зарплату, бюджет был очень маленьким, и мы были лишь небольшой группой людей в доме. У всех были чудесные впечатления: сцены снимались, ты работал в том, в чём пришёл, (так как костюмов не было) и ощущалась сплочённость и стремление создать хороший фильм. У меня особые чувства к этому фильму.
Оригинальный текст (англ.)Everybody took a cut in salary, it was done on a very small budget and we were just a little group of people in a house. It had a wonderful feeling: shots would be grabbed, you worked in what you arrived in (there were no costumes), and you had a feeling of everybody pulling together, wanting the film to be good. I have a very special feeling for that film.

### Постпроизводство
Форбс обратился к Полу Маккартни с просьбой написать «грустную песню, которая звучала бы после титров» к фильму. Маккартни начал работу над песней под названием «So Sad», которая позже была переработана в «Another Day». Однако после тестового показа, состоявшегося 22 июля 1970 года, Маккартни выразил недовольство фильмом и сообщил Форбсу, что песня не подходит для саундтрека, поэтому она не была включена в финальную версию фильма.
После завершения работы над фильмом он был представлен руководству компании «EMI Films» в октябре 1970 года. Фильм не понравился руководству, и они не захотели выпускать его в прокат. Форбс смог уговорить руководство провести ещё один показ с приглашённой аудиторией, который прошёл успешно и обеспечил поддержку компании. Как отметил Александр Уокер: «Реакция была чрезвычайно положительной. Теперь из офисов компании поступали хвалебные отклики, хотя некоторые посчитали это похожим на поведение человека, который поздравляет пловца через Ла-Манш с его достижением и при этом удерживает его голову под водой».

## Релиз

### Прокат в Великобритании
Фильм вышел в прокат в январе 1971 года. Газета «The Observer» охарактеризовала его как «приятный сюрприз», тогда как «The Guardian» отметила, что «фильм копает лишь наполовину достаточно глубоко». Однако фильм не имел кассового успеха в Великобритании, отчасти из-за ограниченного проката.
В момент выхода фильма стало известно о планах Форбса снять новый фильм — экранизацию романа Г. Э. Бейтса «Тройное эхо» с Ванессой Редгрейв, Дженни Эгаттер и Питером Макинери в главных ролях, съёмки которой планировалось начать в марте 1971 года. Однако в этом же месяце Форбс покинул пост главы компании «EMI Films», хотя срок контракта истекал лишь в апреле 1972 года. Он вместе с Ньюмен уехал на отдых на Багамы, а затем отправился в США чтобы продать свой фильм.

### Прокат в США
В мае права на прокат фильма в США были приобретены Доном Ругоффом, заплатившим аванс в размере 41 500 фунтов стерлингов. Реакция Форбса была положительной: «Теперь я чувствую себя оправданным. Компания EMI Films не проявляла доверия к моей работе, но Ругофф возлагает на него большие надежды».
Ругофф вложил средства в рекламную кампанию и оплатил создание новой музыкальной темы, написанной Бертом Бакараком, что потребовало изменить название фильма. В американской версии также были вырезаны две минуты из свадебной сцены.

### Критика
Отзывы о фильме в США в целом были положительными. Газета «San Francisco Examiner» назвала его «весьма красивым и трогательным», в то время как «Los Angeles Times» отметила его «исключительно профессиональное повествование».
Критик журнала «FilmInk» Стивен Вагг отмечал, что, несмотря на высокое качество фильма, главные герои, сыгранные «превосходными актёрами, значительно старше своих персонажей. История должна была рассказывать о молодых людях, как оригинальный роман (основанный на личном опыте автора)… но Макдауэллу было 27 лет, а Нанетт Ньюмен — около 30. На мой взгляд, фильму не хватает глубины сюжета. Форбс обвинял дистрибьюторов в неравномерном прокате, но если бы он добавил третьего персонажа (скажем, соперника, или родителей одного из героев), и выбрал более молодых и привлекательных актёров (как например, Дженни Эгаттер из „Детей железной дороги“), у „Бешеной луны“ было бы больше шансов на успех».

## Влияние
Лауреат премии «Оскар» Гэри Олдмен решил стать актёром после просмотра фильма, в особенности из-за игры Макдауэлла.